# Ruapehu
Ruapehu (engl. Mount Ruapehu) je aktivni stratovulkan lociran u južnom delu vulkanske zone Taupo, odnosno na vulkanskoj visoravni novozelandskog Severnog ostrva. Nalazi se u okviru nacionalnog parka Tongarira, udaljen po 23 km severoistočno od naselja Ohakunea, odnosno ka jugozapadu od južne obale jezera Taupo. Na njegovim padinama locirani su lednici i najvažniji ski centri Severnog ostrva.
Ruapehu je najveći aktivni vulkan na Novom Zelandu, a njegov najviši vrh (Tahurangi, 2.797 m) ujedno je i najviša tačka Severnog ostrva. Krater vulkana nalazi se između njegovih najistaknutijiih vrhova i ispunjen je vodom između njegovih velikih erupcija. Ime planine na jeziku Maora označava „jamu buke” ili „eksplodirajuću jamu”.
Vulkan je uglavnom izgrađen od andezita. Poslednju erupciju imao je 1996, a pre toga 1946. godine. 